# Nicola Sala
Nicola Sala (ur. 7 kwietnia 1713 w Tocco Caudio, zm. 31 sierpnia 1801 w Neapolu) – włoski kompozytor.

## Życiorys
W latach 1732–1740 uczył się w Conservatorio della Pietà dei Turchini, gdzie jego nauczycielami byli Nicola Fago i Leonardo Leo. Później przez wiele lat był wykładowcą tej uczelni, pełnił funkcję jej drugiego (1787–1793) i pierwszego (1793–1799) kapelmistrza. Opublikował traktat Regole del contrappunto prattico (3 tomy, Neapol 1794).
Skomponował opery Vologeso (wyst. Rzym 1737), La Zenobia (wyst. Neapol 1761), Demetrio (wyst. Neapol 1762) i Merope (wyst. Neapol 1769), oratorium Giuditta (1780), ponadto liczne utwory religijne.